# Тросково
Тросково (болг. Тросково) — село в Благоевградской области Болгарии. Входит в состав общины Симитли. Находится примерно в 6 км к юго-западу от центра города Симитли и примерно в 19 км к югу от центра города Благоевград. По данным переписи населения 2011 года, в селе  проживало 29 человек, преобладающая национальность — болгары.

## Население
| Год     | 1934 | 1946 | 1956 | 1965 | 1975 | 1985 | 1992 | 2001 | 2011 |
| ------- | ---- | ---- | ---- | ---- | ---- | ---- | ---- | ---- | ---- |
| Жителей | 1065 | 650  | 690  | 353  | 93   | 70   | 53   | 26   | 29   |

|  |